# Емільянув (Кутновський повіт)
Емільянув (пол. Emilianów) — село в Польщі, у гміні Бедльно Кутновського повіту Лодзинського воєводства.
Населення — 91 особа (2011).
У 1975-1998 роках село належало до Плоцького воєводства.

## Демографія
Демографічна структура станом на 31 березня 2011 року:
|          | Загалом | Допрацездатний вік | Працездатний вік | Постпрацездатний вік |
| -------- | ------- | ------------------ | ---------------- | -------------------- |
| Чоловіки | 45      | 7                  | 33               | 5                    |
| Жінки    | 46      | 7                  | 24               | 15                   |
| Разом    | 91      | 14                 | 57               | 20                   |